# Duckwalk
Der Duckwalk (deutsch Entengang) ist ein tänzerisches Show-Element bei Live-Auftritten von Gitarristen (englisch Stage and Guitar Move). Er wurde vor allem durch den Rock-’n’-Roll-Pionier Chuck Berry berühmt. 
Einige Künstler wie zum Beispiel Angus Young, Gitarrist der australischen Hard-Rock-Band AC/DC, nahmen den Duckwalk in ihr Standardprogramm der Bühnenshow auf.

## Beschreibung
Bei der Showeinlage hüpft der Gitarrist in halber Hockstellung auf einem angewinkelten Bein langsam vorwärts, streckt das andere Bein nach vorne aus und schwingt den Unterschenkel dabei in der Luft auf und ab. Das Auf- und Abschwingen des ausgestreckten Beines unterstützt die Hüpfbewegung des anderen Beines. Die Gitarre wird währenddessen mit dem Instrumentenhals nach vorne zeigend, den Korpus seitlich auf der Hüfte ruhend, gespielt. In einer anderen Version läuft Chuck Berry mit beiden angewinkelten Beinen quasi „geduckt“ in der Hocke von der einen zur anderen Seite der Bühne. Die resultierende Bewegung sieht im Profil in etwa wie das Watscheln einer Ente aus, daher der Name. Chuck Berry bewegte manchmal auch zusätzlich noch seinen Kopf vor und zurück wie ein Vogel, um die Wirkung der Bewegung weiter zu verstärken.

## Ursprung
Allgemeinhin gilt Chuck Berry als Erfinder des Duckwalks. Nach eigener Aussage in einem Interview mit der Musikzeitschrift Rolling Stone stellte Berry 1956 den Duckwalk bei einer Show in New York City vor. Er habe dies getan, um Falten in seinem Seidenanzug zu verbergen, da er sich dem Publikum beim Ausführen des Duckwalk meist nur von einer Seite im Profil habe zeigen müssen. „Es gab Applaus“, erinnert sich Berry, „also machte ich es wieder und wieder.“ Laut der Autobiographie Chuck Berrys entstand der Duckwalk jedoch bereits im Laufe seiner Kindheit, wo er ihn – ohne Gitarre – zur Unterhaltung von Gästen seiner Eltern vorführte.
Jedoch wird der Ursprung dieses „Tanzschrittes“ auch auf T-Bone Walker zurückgeführt, der sein Gitarrenspiel schon Mitte der 1930er Jahre mit vielen Tanzeinlagen verband.